# Socialisterna
Socialisterna - Välfärdspartiet är en socialistisk förening med bas i Västervik som bildades när Socialistiska Partiets avdelningar i Västervik och Vimmerby våren 2008 bröt sig ur partiet. Under slutet av 2009 övergick partiet från att vara en lokal organisation till att bli en rikstäckande sådan, när lokalavdelningar upprättades på flera andra orter, och på landsmötet 2010 fattades beslutet formellt om att skapa Socialisterna som riksorganisation. Socialisterna är formellt sett inte ett parti, men är för bildandet av ett nytt socialistiskt arbetarparti, och består av lokala socialistföreningar på olika orter i landet. Socialistföreningar finns idag i Västervik, Linköping, Sundsvall, Kinda och Malmö, och med lokalgrupper (vilket inom Socialisterna är ett första steg av lokal organisation innan en socialistförening bildas) och stödmedlemmar på övriga orter. Innan Socialisterna blev en riksorganisation hade Västerviks Socialistförening existerat under några års tid, en förening som grundades till följd av de lokala protesterna mot Irakkriget 2003 och samtida protester mot ett beslut om att införa avgifter för skolmaten på Västerviks gymnasium. Under 2004 engagerade sig föreningen kring protester mot nedläggningen av den lokala Elektrolux-fabriken.
Socialisterna bedriver merparten av sitt arbete inom fackföreningsrörelsen och ABF.
Partiledare är Johannes Regell. En flitig föreläsare på Socialisternas arrangemang samt vanligt förekommande skribent på Socialisternas hemsida är Daniel Ankarloo, fil. dr. i ekonomisk historia vid Malmö Högskola. I juni 2018 hoppade Sverigedemokraternas gruppledare Anders Loman i kommunfullmäktige i Västerviks kommun över till Socialisterna efter att ha förklarat sin intention att rösta för deras budget i talarstolen.

## Valresultat
Socialisterna vann ett mandat i Västerviks kommunfullmäktige sedan valet 2006, där de sedan 2014 har tre. Mandatperioden 2006–2010 fanns Socialisterna även representerade med ett mandat i Vimmerby kommun och 2010–2014 med ett mandat i Kinda kommun. De ställde också upp i Europaparlamentsvalet 2009, där valkampanjen inte bestod av mer än en artikel på sin egen hemsida. Detta renderade 78 röster, varav 58 i Västervik. I efterföljande europaparlamentsval, 2014, ökade partiet till 86 röster i hela landet. Partiet ställde upp i Riksdagsvalet 2022, där man fick 892 röster och inga mandat. På kommunal nivå, ställde partiet upp i Gotland, Uppsala, Västervik och Älvdalen där endast deltagandet i Västervik gav mandat. 

### Riksdagsval
| År   | Röster | Röstandel | Förändring röstandel (procentenh.) | Mandat   | Förändring mandat | Ref   |
| ---- | ------ | --------- | ---------------------------------- | -------- | ----------------- | ----- |
| 2022 | 892    | 0,01 %    | 0,00                               | 0 av 349 | 0                 | [ 1 ] |

### Resultat i Västervik kommun
| År   | Röster | Procent | Mandat  |
| ---- | ------ | ------- | ------- |
| 2006 | 637    | 2,80    | 1 av 63 |
| 2010 | 728    | 3,03    | 1 av 57 |
| 2014 | 1 101  | 4,60    | 3 av 57 |
| 2018 | 1 238  | 5,05    | 3 av 57 |
| 2022 | 859    | 3,58    | 2 av 57 |